# 이익선생묘
이익선생묘(李瀷先生墓)는 경기도 기념물 제40호로 안산시 일동 555에 있다. 수원-인천간 산업도로가 바라보이는 구릉상에 위치하고 있는데 묘소의 석물로는 묘비(墓碑)와 상석(床石), 향로석(香爐石), 망주석(望柱石)이 있다. 봉분의 규모는 600×550×220cm이다. 묘소로 오르는 길은 계단이 설치되어 있으며 무덤 앞에 안내판이 있다. 묘소 우측에는 사당이 있다.
그의 묘는 직계 후손이 없어 방치되었으나 1967년 5월 성호이익추모회에 의해 묘역이 정비되고 묘비와 향로석·망주석 등이 새로이 세워졌다.

## 같이 보기
- 이익 (1681년)

## 참고자료
- 이익선생묘 - 국가유산청 국가유산포털